# Stadionul Voința
Stadionul Voința este un stadion de fotbal din Snagov, Ilfov, care este folosit actualmente de echipa CS Metalul Reșița.